# Matthieu Schoeps
Matthieu Schoeps (1984) is een Belgische voormalige atleet die gespecialiseerd was in de sprint. Hij werd eenmaal Belgisch kampioen.

## Biografie
Schoeps was van 2003 tot 2011 Belgisch recordhouder 300 m indoor. In 2005 werd hij Belgisch indoorkampioen op de 200 m.  Hij nam dat jaar deel aan de Europese kampioenschappen U23 in Erfurt. Hij bereikte de halve finale op de  400 m en werd zesde in de finale van de 4 x 100 m.
Schoeps was aangesloten bij Union Ath Flobecq Athlétisme (UAFA), dat na de afsplitsing van Flobecq gewoon Ath Athlétisme ging heten.

## Belgische kampioenschappen
Indoor
| Onderdeel | Jaar |
| --------- | ---- |
| 200 m     | 2005 |

## Persoonlijke records
Outdoor
| Onderdeel | Prestatie | Datum       | Plaats |
| --------- | --------- | ----------- | ------ |
| 200 m     | 21,38 s   | 4 juni 2005 | Lugano |
| 400 m     | 46,50 s   | 1 juli 2005 | Jambes |

Indoor
| Onderdeel | Prestatie       | Datum            | Plaats  |
| --------- | --------------- | ---------------- | ------- |
| 200 m     | 21,43 s         | 20 februari 2005 | Gent    |
| 300 m     | 34,43 s (ex-NR) | 18 januari 2003  | Glasgow |

## Palmares

### 200 m
- 2005:  BK indoor AC – 21,43 s
- 2006:  BK indoor AC – 21,71 s

### 400 m
- 2005: 7e ½ fin. EK U23 in Erfurt – 46,65 s
- 2007:  BK AC – 47,52 s

### 4 x 100 m
- 2005: 6e EK U23 in Erfurt – 40,45 s